# تحفة الأريب في الرد على أهل الصليب
تحفة الأريب في الرد على أهل الصليب كتاب كتبه عبد الله بن عبد الله الترجمان، (إنسلم تورميدا قبل إسلامه) سنة 1420 تقريبا في الرد على المسيحية وإثبات نبوة النبي محمد.

## وصلات خارجية
المكتبة الوقفية